# 1989 год в науке
В 1989 году были различные научные и технологические события, некоторые из которых представлены ниже.

## События
- Вышел первый выпуск научного журнала «Physics of Fluids B», позднее переименованного в «Physics of Plasmas».
- 24 августа — космический аппарат Вояджер-2 находился в 48 тыс. км от поверхности Нептуна.
- 18 октября — космический аппарат Галилео запущен с борта космического корабля «Атлантис».

## Достижения человечества

### Открытия
- 23 марта — Stanley Pons и Martin Fleischmann объявили об открытии холодного ядерного синтеза (позже это открытие было опровергнуто).

### Новые виды животных
- Животные, описанные в 1989 году

## Награды
- Нобелевская премия
  - Физика — Норман Рамзей «за изобретение метода раздельных колебательных полей и его использование в водородном мазере и других атомных часах»; Ханс Демельт и Вольфганг Пауль «за разработку метода удержания одиночных ионов».
  - Химия — Томас Чек и Сидни Олтмен «за открытие каталитических свойств рибонуклеиновых кислот».
  - Физиология и медицина — Джон Бишоп и Харолд Вармус «за открытие клеточной природы ретровирусных онкогенов».

- Премия Бальцана
  - Философия: Эммануэль Левинас (Франция).
  - Этология: Лео Парди (Италия).
  - Астрофизика высоких энергий: Мартин Джон Рис (Великобритания).

- Премия Тьюринга
  - Уильям Кэхэн — «За его фундаментальный вклад в численный анализ». Один из первых экспертов в вычислениях с плавающей запятой. Кэхэн также посвятил себя задаче «сделать мир безопасным для численных расчётов»

- Большая золотая медаль имени М. В. Ломоносова
  - Николай Геннадиевич Басов — за выдающиеся достижения в области физики.
  - Ханс Бете (профессор, США) — за выдающиеся достижения в области физики.

Другие награды АН СССР
- Литературоведение:
  - Премия имени А. С. Пушкина — присуждение перенесено на следующий год[1].

- Международная премия по биологии
  - Sir Eric Denton — морская биология.

## Скончались
- 27 февраля — Конрад Лоренц, один из основоположников этологии — науки о поведении животных, лауреат Нобелевской премии по физиологии и медицине.
- 31 июля — Харрингтон, Майкл[англ.] (1928—1989) — североамериканский политический теоретик, профессор политологии, демократический социалист, активист, публицист, основатель организации Демократические социалисты Америки[2].
- 12 августа — Уильям Брэдфорд Шокли американский физик, лауреат Нобелевской премии по физике 1956 года. Член Национальной академии наук США (1951).
- 11 октября — Мэрион Хабберт американский геофизик из лаборатории компании «Shell» в Хьюстоне, который в 1956 г. выступил с теорией «пика нефти».
- 14 декабря — Андрей Сахаров советский физик, академик АН СССР и политический деятель, диссидент и правозащитник, один из создателей советской водородной бомбы.